# Neoplan Tourliner
Neoplan Tourliner – wysokopokładowy autokar turystyczny produkowany od 2003 roku w zakładach MAN w Ankarze (Turcja) przez Neoplan Bus GmbH. W 2016 roku miała miejsce premiera II generacji pojazdu.

## I generacja
W 1998 roku rozpoczęto produkcję Neoplana Eurolinera, który był budżetowym modelem produkowanym przez firmę Neoplan. Po 5 latach produkcji i przejęciu Neoplana przez grupę MAN w 2001 roku wspólnie stworzono projekt na bazie autokarów MAN mający zastąpić Eurolinera.. W ten sposób powstał nowy model o nazwie Neoplan Tourliner, którego premiera miała miejsce w 2003 roku. Charakterystyczną cechą był pochylony słupek za przednimi drzwiami malowany na kolor nadwozia i klimatyzator umieszczony na dachu w przedniej części pojazdu. Zastosowano światła znane z innych modeli Neoplan. W późniejszych modelach stosowano dodatkową chromowaną listwę na przedniej ścianie pomiędzy światłami. Autokar dostał oznaczenie producenta N2216. Autokar oferowano w trzech wersjach:
- Tourliner SHD[3] – 12 000 mm, do 53+1+1 miejsc, bagażnik 10 m³
- Tourliner SHDC[4] – 13 260 mm, do 57+1+1 miejsc, bagażnik 10,7 m³
- Tourliner SHDL[5] – 13 800 mm, do 59+1+1 miejsc, bagażnik 11,5 m³

Nowy model spotkał się z dużym zainteresowaniem w krajach Europy Centralnej i Wschodniej głównie ze względu na korzystną cenę za autokar uznanej marki. W 2009 roku sprzedano 135 sztuk tego typu autobusów dla przewoźnika Papadakis Bros z Grecji. W Polsce autokary te są w posiadaniu m.in. wrocławskiego Polbusu, czy też PKS Przemyśl.
Tourliner I generacji został wyróżniony nagrodą IBC Comfort Award. Od 2014 roku autokar produkowano z silnikami spełniającymi normę emisji spalin Euro-6.

## II generacja
Po 13 latach produkcji na targach IAA w 2016 roku zaprezentowano nową odsłonę Tourlinera. Zastosowano nowe, skośne światła w czarnych oprawach podobnie jak w innych modelach Neoplan. Przód dostał nowy, bardziej dynamiczny wygląd. Podkreślono linię klimatyzacji na dachu, zastosowano nową trójkątną plakietkę z nazwą modelu na boku autokaru. Zmieniona została także tylna ściana pojazdu. Nowy autokar został wyróżniony nagrodą iF Design Award.
|             | Długość   | Rozstaw osi       | Średnica zawracania | Zwis przedni | Zwis tylny | Ilość miejsc | Pojemność bagażników |
| ----------- | --------- | ----------------- | ------------------- | ------------ | ---------- | ------------ | -------------------- |
| Tourliner   | 12 113 mm | 6060 mm           | 21 020 mm           | 2755 mm      | 3298 mm    | 51+1+1       | 10 m³                |
| Tourliner C | 13 373 mm | 6060 mm i 1470 mm | 21 010 mm           | 2755 mm      | 3080 mm    | 55+1+1       | 10 m³                |
| Tourliner L | 13 913 mm | 6600 mm i 1470 mm | 22 318 mm           | 2755 mm      | 3080 mm    | 59+1+1       | 11,4 m³              |

## Galeria

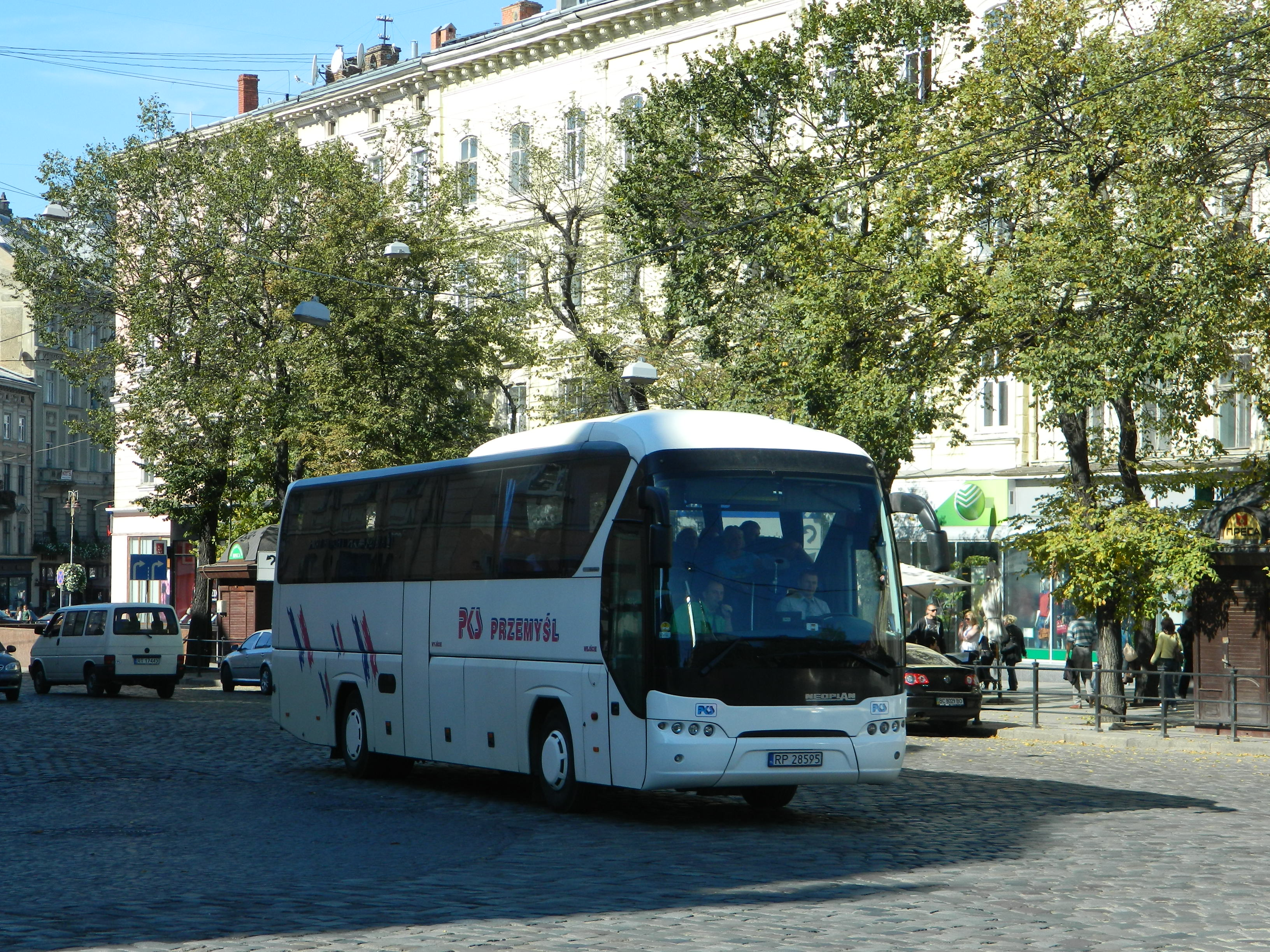
Neoplan Tourliner PKS Przemyśl
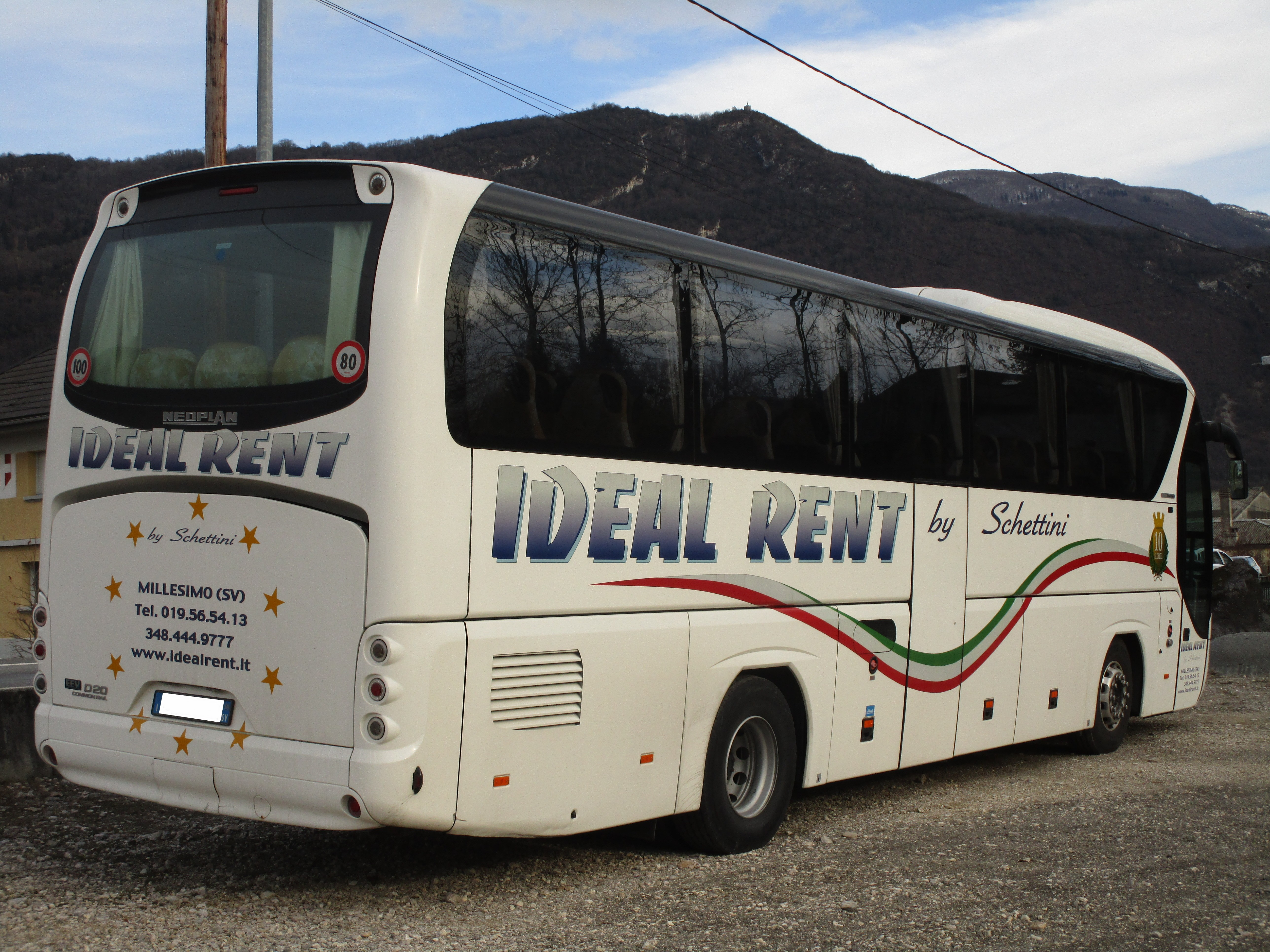
Tył I generacji Tourlinera
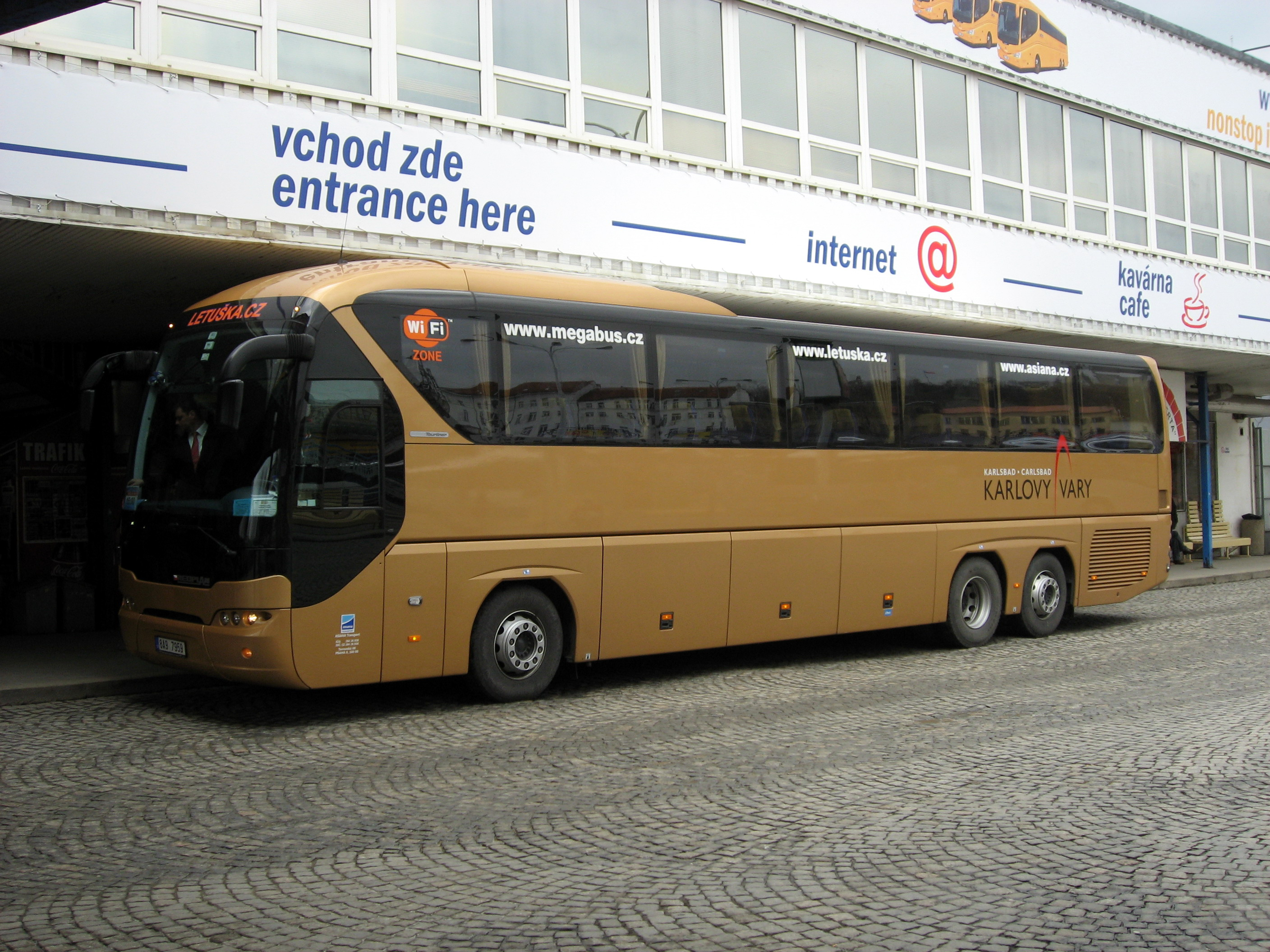
Tourliner L I generacji
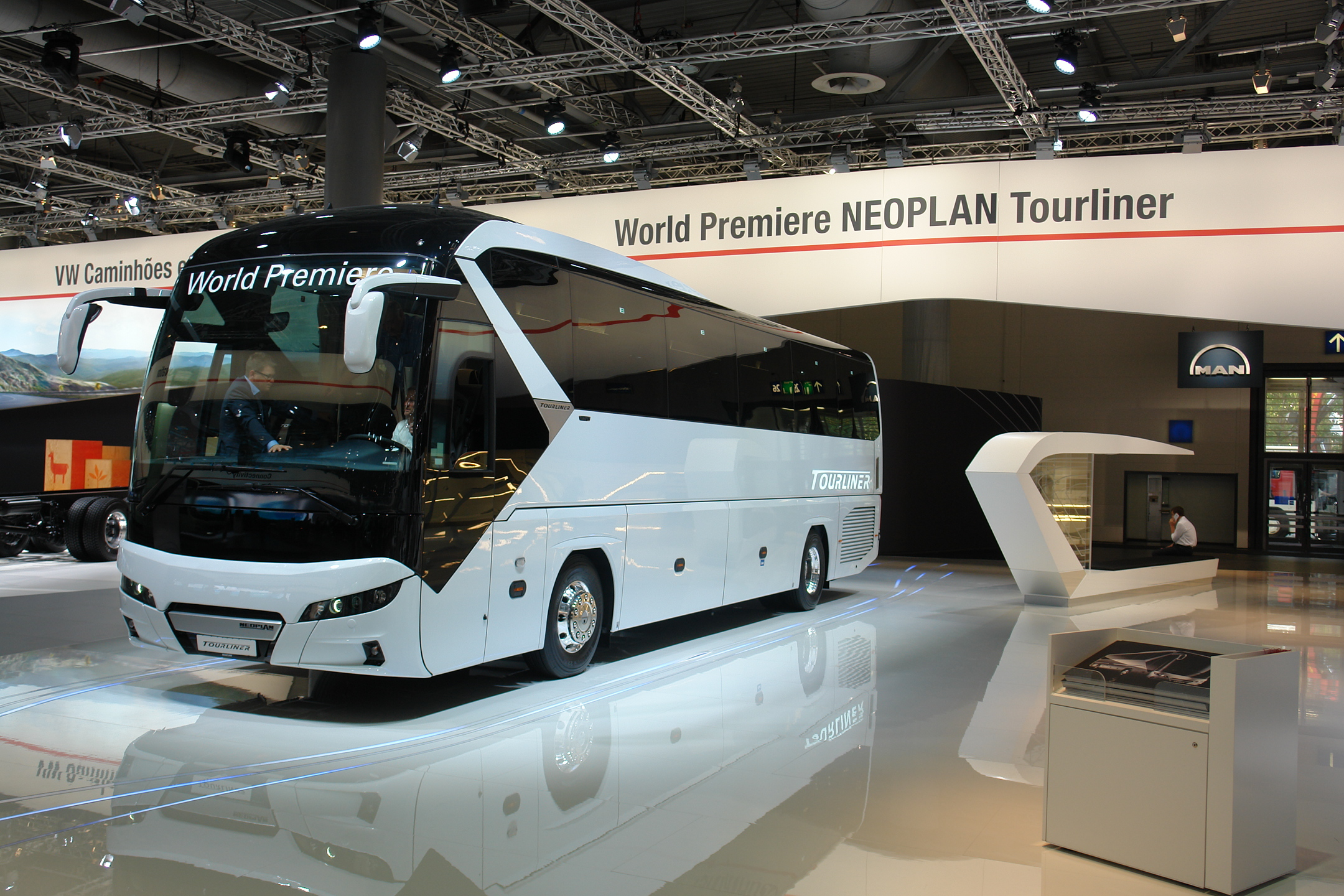
Premiera II generacji Tourlinera
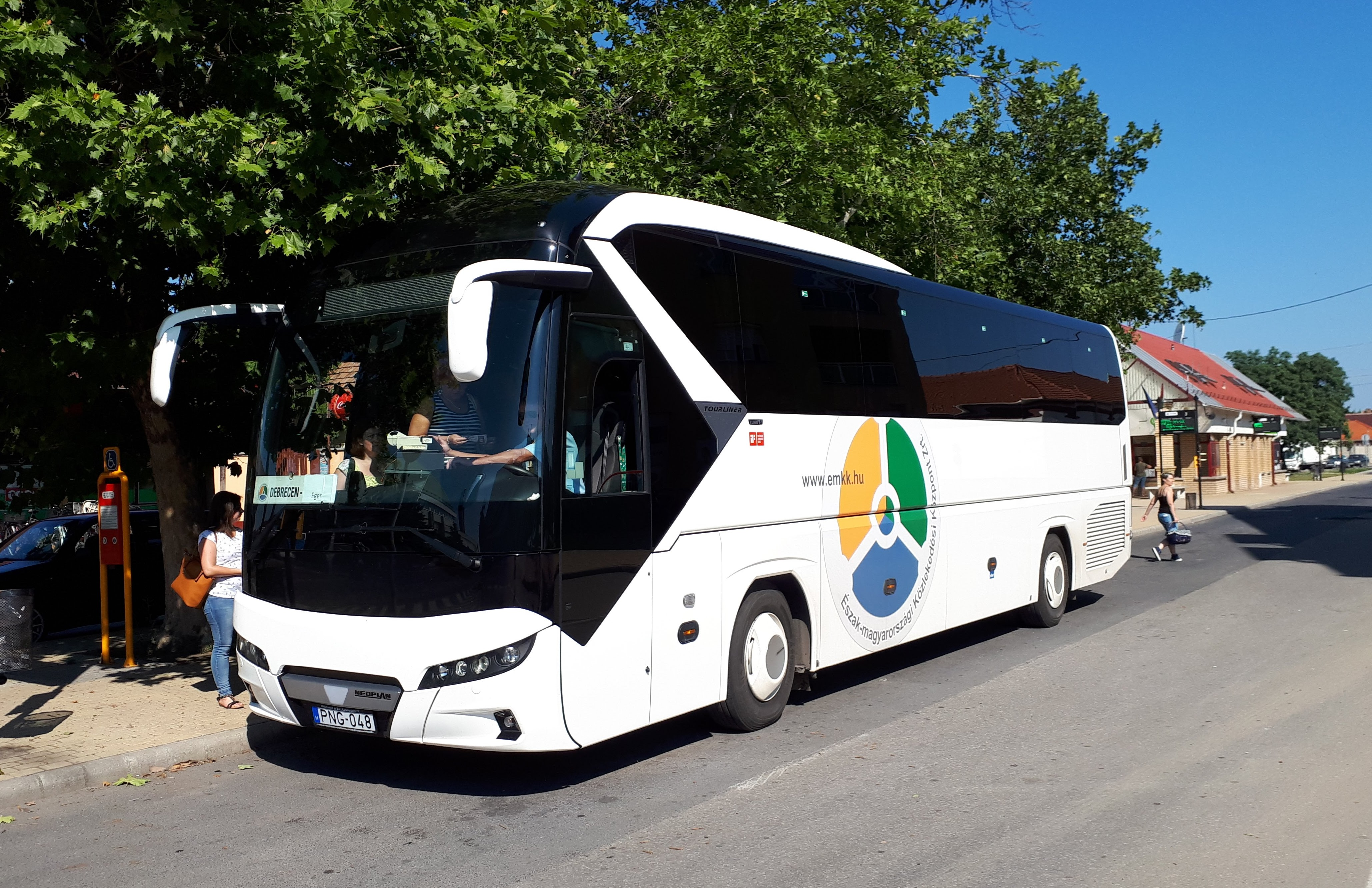
Neoplan Tourliner II generacji
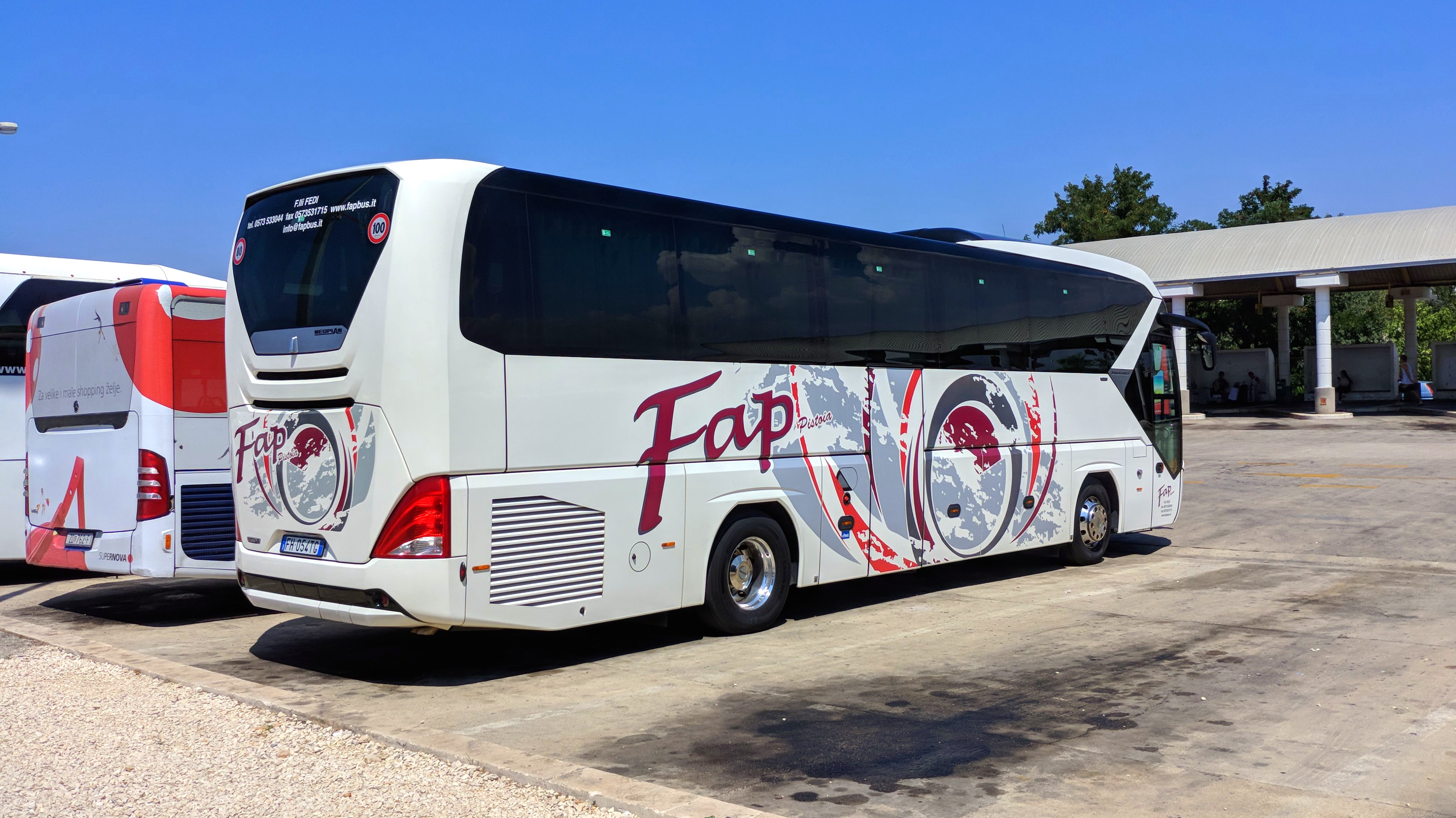
Tył autokaru II generacji